# Vexilla (chi ốc biển)
Vexilla là một chi ốc biển, là động vật thân mềm chân bụng sống ở biển trong họ Muricidae, họ ốc gai.

## Các loài
Các loài thuộc chi Vexilla bao gồm:
- Vexilla taeniata (Powis, 1835)[2]
- Vexilla variabilis (Deshayes, 1863)[3]
- Vexilla vexillum (Gmelin, 1791)[4]